# FEED
『FEED』（フィード）とは、新潮社から2016年5月20日に発売された、櫛木理宇の小説である。2019年4月26日に新潮文庫より『少女葬』と改題の上で文庫版が発売された。文庫版では一部文章の改訂がなされている。

## あらすじ
家庭内をモラルハラスメントで支配する父親に反発し、家出してきた少女・伊沢綾希はシェアハウス・グリーンヴィラに逃げ込んできた。そこは嘘が充満し、盗みが横行する最低の場所であるも、同室に引っ越してきた同様に家出してきた少女・関井眞実と友情のようなものを育む。しかし、とあるきっかけにより綾希と眞実の辿る道程は正反対のものになってしまう…

## 登場人物

### 主人公
伊沢 綾希（いざわ あやき）
主人公。中学教師だが家庭ではモラルハラスメントの暴君だった父親に反発し、家出してグリーンヴィラに住み着いた少女。故郷から舞台となる街まで県境を複数跨いでやってきた。
学校に通っていた頃は成績優秀で聡明でもあり、また芯の強い部分も持つ。
ある日警官に追われる中で逃げ込んだ「LA STRADA」で長谷川季枝と出会い、大きく運命が変わっていく。
関井 眞実（せきい まみ）
もう一人の主人公。恋愛依存体質の母親に嫉妬され、母親の恋人とも関係を持たされた事に嫌気がさし、家出してグリーンヴィラにやってきた少女。
天真爛漫で明るい性格だが、周りの状況に流されやすい。
ある日小泉淳平が起こしたトラブルを機に知り合った宇田川海里に心酔し、その事が運命を大きく変えていく。

### グリーンヴィラ関係者
三津子（みつこ）
グリーンヴィラの住人のまとめ役的存在の女性。といっても人望や素行でまとめ役になったのではなく、オーナーの細貝の意向でまとめ役になった。
酔うと虚言をいう所や、綾希にセクハラを行う所から、綾希は全く信用していない。三津子もそれを分かっているのか、綾希に対しては嫌味や当てこすりを行う事が多い。
峰岸（みねぎし）
グリーンヴィラの住人のまとめ役的存在の男性。綾希にも度々セクハラを行おうとするためか、綾希は嫌悪している。
男性の住人である若月や淳平を誘って、何やら後ろ暗い事を行っているような素振りも見受けられる。
リカ
一時期綾希、眞実と同室で生活していた同世代の少女。「彼氏」と組んで非合法の仕事をしていてある程度の金を持っている。
ほおずき市に一緒に遊びに行った綾希と眞実を「彼氏」の仲間たちに売ろうとしていたが、2人に逃げられ、その後いつの間にかグリーンヴィラから姿を消したはずだったが…
小泉 淳平（こいずみ じゅんぺい）
グリーンヴィラの住人。綾希達より数歳年長で近畿地方出身の青年。綾希に好意を抱いており、彼女にあれこれと話しかけてくる。
アルコールで脳がやられた父親に母や弟共々虐待されるが、母親も詐欺に騙される流されやすい人間で弟ばかりを贔屓し金を浪費する人間であったため「共倒れになる」と判断し、有り金を全て持ち県をまたいでグリーンヴィラに逃亡してきた。
峰岸や若月の手伝いをしているようだが…
若月（わかつき）
「10年ほど引きこもり生活を続けた挙句、20万円渡され親に追い出された」という噂のある男。
グリーンヴィラに来た当時は痩せていたが、峰岸の腰巾着になり彼の仕事を手伝うようになってからは、太った巨漢になってしまった。
峰岸の威を借り、「偽装家族」の中に入らないグリーンヴィラの住人に対して傍若無人に振る舞う。
タイ人の女性
眞実が海里に心酔したあたりから綾希と同室になった女性。風俗嬢をしながら故郷の家族に送金を続けている。
ベッドの中に仏像とタイ国王のポスターを飾り、毎日お祈りを欠かさない敬虔な女性。
小松（こまつ）
「偽装家族」に冷笑的な目を向けている40代の男性。怪しげなNPO法人と関わりがあるあたり、峰岸たちと同類ではある。
しかし「偽装家族」に与する者に内容証明郵便を勝手に受け取り拒否された時には絶望し狼狽する。そしていつの間にかグリーンヴィラから姿を消した。

### 「LA STRADA」関係者
長谷川 季枝（はせがわ きえ）
警官に追われた綾希が逃げ込んだ先である喫茶店「LA STRADA」の雇われ店長。
綾希が訪れるたびに一杯だけコーヒーをおごり、自分や陸の本を貸したりビーズクラフト作りを支援したりする事で、自立しようとする綾希を見守り支える事になる。
自身も強権的な父親の元で育ち、その反動で正反対の人物像で選んだ夫の借金と自殺という経験から弱さや馬鹿さもその人の罪であるという人生観を持つ。
長谷川 陸（はせがわ りく）
季枝の息子。高校を中退して「LA STRADA」の手伝いをしている青年。決して美青年というわけではないが、屈託なく素直な笑顔が似合う。
季枝との交流を通じ自立して生きる道を選んだ綾希を、見守る事になる。
後に綾希に好意を抱き、綾希も陸に好意を抱いたことで恋仲となる。
関原（せきはら）
「LA STRADA」の常連の客である40代の男で、本業は行政書士。名前は文庫版でつけられた。
普段は自分の特等席でコーヒーを飲んだり新聞を読んだりしているが、時に綾希に重要な事も言う。
仕事柄書類作りは得意で、綾希がグリーンヴィラを出る時には書類関係の手続きもしてくれた。

### 宇田川海里とその関係者
宇田川 海里（うだがわ かいり）
淳平が起こしたトラブルで知り合う事になった少女。本人曰く「「イベントサークルの幹事」のような事をしている」そうだが、実体はオーナーの細貝の意向を受け、家出した少年少女を自分たちの仲間に取り込む役を担っている。
未成年らしからぬ潤沢な金を持ち、自分の仲間に取り込んだ人間にきらびやかな世界を見せる事で、眞実は彼女に心酔していく。
細貝（ほそがい）
グリーンヴィラのオーナー。生活保護を貰う老人やホームレスを囲い込んでいる事が、海里との会話で推測されている。
亮（りょう）
海里が紹介した少年で、モデルのような美男子。後に眞実の彼氏になる。
しかし面前で眞実を罵倒したり、眞実の依存的体質に付け込んで暴力的なプレイをしたりと性格は品性下劣。
ヒロキ
海里のグループの一員。
サディストであり、女子であるナナにも容赦ない暴力をふるったり、小中学時代の母子家庭の同級生女子を風俗店で散々暴行したりしている。
ナナ
海里のグループの一員。
海里の彼氏を寝取ったことでヒロキたちのリンチを受け、その写真をスマホで撮影される事となった。
星野 圭（ほしの けい）
海里の彼氏。海里も彼に対しては「圭ちゃん」と呼び、甘えている。
やはり非合法な仕事に手を染めている。

### その他
伊沢 ふみ子（いざわ ふみこ）
伊沢綾希の母親で、夫は中学時代の教師。名前は文庫版でつけられた。
娘同様モラルハラスメントを受けていたが、娘を庇うでもなく母親らしいことも何もしていなかった。
興信所を使って綾希の居所を探し、連れ戻そうと「LA STRADA」店内で再会する事になるが、自分の都合のみの言動から親としての意識すら持たないことを綾希に悟られ決別される。
前原（まえはら）
綾希が務める事となった弁当屋の同僚。シングルマザー。
元々はグリーンヴィラに入居しようとしたが、保健師に止められて入居しなかった過去を持つ。
綾希がフリーマーケットで手に入れたコートと文庫本の前の持ち主。